# 弗洛里安·格里利奇
弗洛里安·格里利奇（德語：Florian Grillitsch，1995年8月7日—）是一位奧地利足球運動員，司職中場，現效力於西甲球隊華拉度列 (德甲球隊賀芬咸外借)。奧地利國家足球隊成員。

## 職業生涯
格里利奇出生於奧地利下奧地利州的諾因基興。2013年，他來到德國，加入了德甲球隊雲達不萊梅的青年隊。2014–15賽季，他成為云达不来梅二队的主力球員，出賽26場並打進9顆進球，幫助球隊奪得北區地區聯賽的冠軍。2015–16賽季起，他進入了一線隊。2015年8月8日，他在德國足協盃第一輪，一場對陣维尔茨堡踢球者的比賽中，上演了職業首秀。2016年4月9日，他在對陣奧格斯堡的比賽中，打進他職業生涯的第一顆德甲進球。
2017年1月16日，德甲球隊賀芬咸宣布格里利奇將在夏天免費加盟，雙方簽下四年合約。

## 國家隊生涯
格里利奇曾入選奧地利各級青年國家隊。2015年夏天，他代表奧地利U20參加了在紐西蘭舉辦的U-20世界盃。

## 榮譽
雲達不萊梅二隊
- 德国足球北部地区联赛冠軍：2014–15

## 外部連結
- Soccerway資料庫：弗洛里安·格里利奇
- worldfootball.net：弗洛里安·格里利奇之統計數據 （英文）
- transfermarkt.de：弗洛里安·格里利奇 （页面存档备份，存于）之統計數據（德文）